# Чарлс Линдберг
Чарлс Линдберг (енгл. Charles Lindbergh; Детроит, 4. фебруар 1902 — Мауи, Хаваји, 26. август 1974) је био амерички пилот. Линдберг је први човек који је самостално прелетео Атлантски океан. Лет авионом „Дух Сент Луиса“ („The Spirit of St. Louis“) од Њујорка до Париза 21. и 22. маја 1927. године трајао је 33 сата и 30 минута. Након овог подухвата је постао славан у светским размерама.
За аутобиографију „The Spirit of St. Louis“ 1954. године додељена му је Пулицерова награда.

## Отмица сина
Чарлс Линдберг и Ен Мороу Линдберг, ћерка дипломате Двајта Мороуа су имали шесторо деце. Њихов син, Чарлс Аугустус Линдберг III, је киднапован 1. марта, 1932. Био је двадесет месеци стар. Леш детета је нађен 12. маја, неколико миља од дома Линдбергових. Чарлс Линдберг је идентификовао леш као леш свог сина. Ово је уследило након десетонедељне интензивне потраге, и преговора о откупу са киднаперима. Бруно Хауптман, оптуженик за убиство, који је до краја тврдио да је невин, је осуђен на смрт, а пресуда је извршена 3. априла 1936.
Да би избегли публицитет преселили су се у Велику Британију. Вратили су се у САД 1940. године.

## Политичка активност и нацистичка Немачка
У периоду пре уласка САД у Други светски рат, Чарлс Линдберг се интензивно ангажовао у политичкој борби против америчког председника Рузвелта. Линдберг је се оштро противио уласку САД у рат, сматрајући да је неопходно да се Сједињене Државе сконцентришу на развијање непробојног дефанзивног штита, а никако да се укључе у рат. Један од разлога за овакав Линдбергов став, је његово мишљење да, ако би Сједињене Државе ушле у рат, и поразиле Немачку, Совјетски Савез би могао да преузме контролу над Европом. Осим тога, Чарлс Линдберг је имао контроверзан (али у то доба не толико неуобичајен) позитиван став према еугеници, као и идеје о борби за опстанак беле расе. Расизам Чарлса Линдберга је и у данашње време спорно питање, јер иако је давао проблематичне изјаве и никад се није одрекао нацистичког одликовања које је добио, осуђивао је прогон Јевреја у Нацистичкој Немачкој, критиковао Хитлера, а у говору који није одржан због напада на Перл Харбор је требало да изнесе за то време, изненађујуће позитивне ставове о црнцима.
Чарлс Линдбер је био резервни пуковник америчког ратног ваздухопловства, и мада је у периоду пре рата дао оставку на ту дужност, одмах по нападу на Перл Харбор се пријавио у војску. Међутим, председник Рузвелт је одбио да га прими, под образложењем да му не требају официри који мисле да је рат изгубљен и пре него што је почео. Ипак, Линдберг је успео да оде на Пацифик као цивилни саветник и да тамо изведе око 50 борбених летова (као цивил).